# Gare de Kasairinkai-Kōen
La gare de Kasairinkai-Kōen (葛西臨海公園駅, Kasairinkai-Kōen-eki) est une gare ferroviaire japonaise de la ville de Tokyo, située dans l'arrondissement d'Edogawa. La gare est gérée par la East Japan Railway Company (JR East).

## Situation ferroviaire
La gare de Kasairinkai-Kōen est située au point kilométrique (PK) 10,6 de la ligne Keiyō.

## Histoire
La gare a été inaugurée le 1er décembre 1988.

## Service des voyageurs

### Accueil
La gare dispose d'un bâtiment voyageurs, avec guichets, ouvert tous les jours.

### Desserte
- Ligne Keiyō :
  - voie 1 : direction Maihama, Nishi-Funabashi (interconnexion avec la ligne Musashino) et Soga
  - voie 2 : direction Tokyo